# Відносна висота

Вертикальні стрілки показують висоту пагорбів відносно навколишньої поверхні та двох долин

Відно́сна висота́ — висота однієї точки земної поверхні відносно іншої точки (різниця абсолютних висот цих точок). Наприклад, висота гірської вершини над рівнем найближчої долини чи сідловини.